# Мілтон Плессет
Мі́лтон Спіно́за Пле́ссет (англ. Milton Spinoza Plesset, 7 лютого 1908 — 19 лютого 1991) — американський фізик-прикладник, відомий роботами в галузі механіки рідин та ядерної енергії.

## Життєпис
Мілтон Плессет народився в Пітсбурзі, штат Пенсильванія. Ступінь бакалавра отримав у Піттсбурзькому університеті в 1929 році, а ступінь доктора філософії в Єльському університеті в 1932 році.
Після захисту дисертації він виграв стипендію Національної дослідницької ради і був залучений до досліджень у Каліфорнійському технологічному інституті, де в той час був досягнутий значний прогрес у дослідженні космічних променів під керівництвом
Роберта Міллікена, а Карл Андерсон, працюючи в групі Міллікена був на шляху до відкриття позитрона. В інституті він співпрацював з Робертом Оппенгеймером. Спільно вони провели теоретичне дослідження позитронів, використовуючи рівняння Дірака в квантовій електродинаміці, щоб показати, як утворилися електрон-позитронні пари.
Наукова активність привела Плессета в 1933—1934 рр. в Інститут Нільса Бора, де він співпрацював з провідними фізиками на передових позиціях фундаментальної фізики. Особливо значимими були його дослідження з теорії електрон-електронної взаємодії в співпраці з Крістіаном Меллером, з Джоном Вілером з теорії квантового розсіювання і з Е. Д. Вільямсом з теорії космічних променів. Це був особливо плідний період перебування в Інституті Бора, після якого Плессет отримав стипендію для відвідування провідних вчених Європи і набуття цінної наукової інформації, якою надалі міг поділитися з колегами та студентами.
Після п'яти років викладання в Рочестерському університеті Мілтон Плессет повернувся в 1940 році до Каліфорнійського інституту, який залишив у 1942 році, очоливши Аналітичну групу компанії Douglas Aircraft Company. Як науковий представник Повітряних сил США неодноразово відвідував повоєнну Європу. З 1948 року знову повернувся до Каліфорнійського інституту і викладав як асоційований професор, повний професор з 1951 року, професор інженерних наук з 1963 року і врешті з 1978 року як професор-емерит.
Як спеціаліст з динаміки багатофазних рідин Плессет тривалий час працював у Консультативному комітеті з безпеки ядерних реакторів Комісії з ядерного регулювання США спочатку як консультант, пізніше з 1975 по 1982 роки як член комітету.
За фундаментальні внески у багатофазні потоки, динаміку бульбашок і безпеку ядерних реакторів 1979 року Плессет був обраний членом Національної інженерної академії. Відомі вчені Андреа Просперетті, Норман Забускі та Кріс Уіпл, які виконали свої докторські роботи під керівництвом Плессета, теж були обрані членами Національної інженерної академії.
Плессет зробив визначний науковий внесок, залишивши після себе понад сотню публікацій тривалої цінності.
Він разом із данським фізиком-теоретиком Крістіаном Меллером відомий своєю теорією збурень Меллера–Плессета.
Теорія збурень Меллера-Плессета була удосконаленням методу Гартрі-Фока, який був одним із способів теоретичного дослідження багатоелектронних атомів. Використавши теорію Гартрі-Фока як відправну точку, автори додали не враховане збурення, зумовлене електрон-електронною взаємодією. Стаття Меллера і Плессета була переважно математичною, без вказівок на всі сфери фізики та хімії, до яких теорія може застосовуватися.
На початках теорія Меллера-Плессета була знехтувана, вона стала відігравати важливішу роль у пізніших дослідженнях. Як показує кількість цитатувань статті протягом тривалого періоду теорія Меллера-Плессета ігнорувалася, оскільки в центрі уваги квантових хіміків були варіаційні методи. Протягом 1930-х років стаття отримала лише 5 цитувань, до 1962 року їх загальна кількість зросла до 22. Проте, приблизно з 1980 року — року смерті Меллера — дотепер загальна кількість цитувань статті Меллера-Плессета
за даними Google Scholar зросла приблизно до 16 600. Звичайно, при оцінці росту цитувань потрібно враховувати загальне зростання кількості публікацій у цей період. Зацікавлення теорією Меллера-Плессета збільшилося, коли для розв'язування задач квантової хімії почали застосовувати комп'ютерну техніку. Теорію збурень як інструмент в теоретичній хімії було відкрито заново, і безперервний сильний розвиток її матиме істотний вплив на інші квантово-хімічні методи. У своїй Нобелівській лекції 1998 року британський хімік-теоретик Джон Попл, якому була присуджена Нобелівська премія за розробку обчислювальних методів квантової хімії, оцінив теорію Меллера-Плессета як важливий крок в історія комп'ютерної хімії.
Його іменем також названо рівняння Релея-Плессета, яке описує динаміку бульбашки в нескінченному тілі рідини.
Був членом Американського фізичного товариства, Американського товариства інженерів-механіків.
Мілтон Плессет був двічі одружений. З першою дружиною письменницею Ізабель Розаноф (померла в 1985 році) він мав четверо дітей: Жана, Мішеля, Маджорі, Юдіт. Друга дружина — Джанет Дженкінс.